# Saint-Pierre-St-Jean
Saint-Pierre-St-Jean – miejscowość i gmina we Francji, w regionie Owernia-Rodan-Alpy, w departamencie Ardèche.
Według danych na rok 1990 gminę zamieszkiwało 114 osób, a gęstość zaludnienia wynosiła 5 osób/km² (wśród 2880 gmin regionu Rodan-Alpy Saint-Pierre-St-Jean plasuje się na 1507. miejscu pod względem liczby ludności, natomiast pod względem powierzchni na miejscu 397.).

## Populacja

Populacja Saint-Pierre-St-Jean w latach 1962-2008